# Intel C++ Compiler
Pour les articles homonymes, voir ICL.
 (septembre 2012).
Si vous disposez d'ouvrages ou d'articles de référence ou si vous connaissez des sites web de qualité traitant du thème abordé ici, merci de compléter l'article en donnant les références utiles à sa vérifiabilité et en les liant à la section « Notes et références ».
Intel C++ Compiler (également connu sous les sigles icc et icl) désigne une gamme de compilateurs C++ développés par Intel, disponibles pour les plates-formes Linux (avant Linux 6.3), Microsoft Windows et Mac OS X.

Intel supporte la compilation pour ses processeurs IA-32, Intel 64 et Itanium 2 et pour d’autres processeurs non-Intel mais qui sont compatibles, comme certains processeurs AMD, les développeurs doivent vérifier les exigences du système avant de commencer la compilation.
L’ICC utilisé pour IA-32 et Intel 64 renferme un outil automatique de vectorisation qui peut générer des instructions SIMD de type SSE, SSE2, SSE3 et SSE4.
Ce sont les variantes embarquées des instructions MMX et MMX 2.
L’apparition du compilateur ICC pour IA-32 a augmenté considérablement l’utilisation de SSE2 dans le développement des applications Windows.
ICC support aussi OpenMP 3.0 et la parallélisation automatique des multiprocesseurs symétriques, il peut aussi générer une interface pour le passage de messages dans le cas des multiprocesseurs avec mémoire partagée en se basant sur des greffons comme cluster OpenMP.
Le compilateur ICC appartient à la famille des compilateurs de « Edison Design Group », ainsi que SGI MIPSpro, Comeau c++, Portland Group.

Il aussi connu pour sa grande contribution dans le benchmarking (en français : étalonnage) des architectures IA-32, x86-64 et Itanium 2.  
Il est disponible sous quatre formes, il fait partie du « Intel Parallel Studio », « Intel C++ Compiler Professional Edition package », « Intel Compiler Suite package » et « Intel Cluster Toolkit » édition compilateur. Les sites des logiciels Intel offrent plus d’informations.